# Lijst van personen uit Buffalo (New York)
Dit is een chronologische lijst van personen uit Buffalo, New York. Het gaat om personen die er zijn geboren.

## Geboren in Buffalo

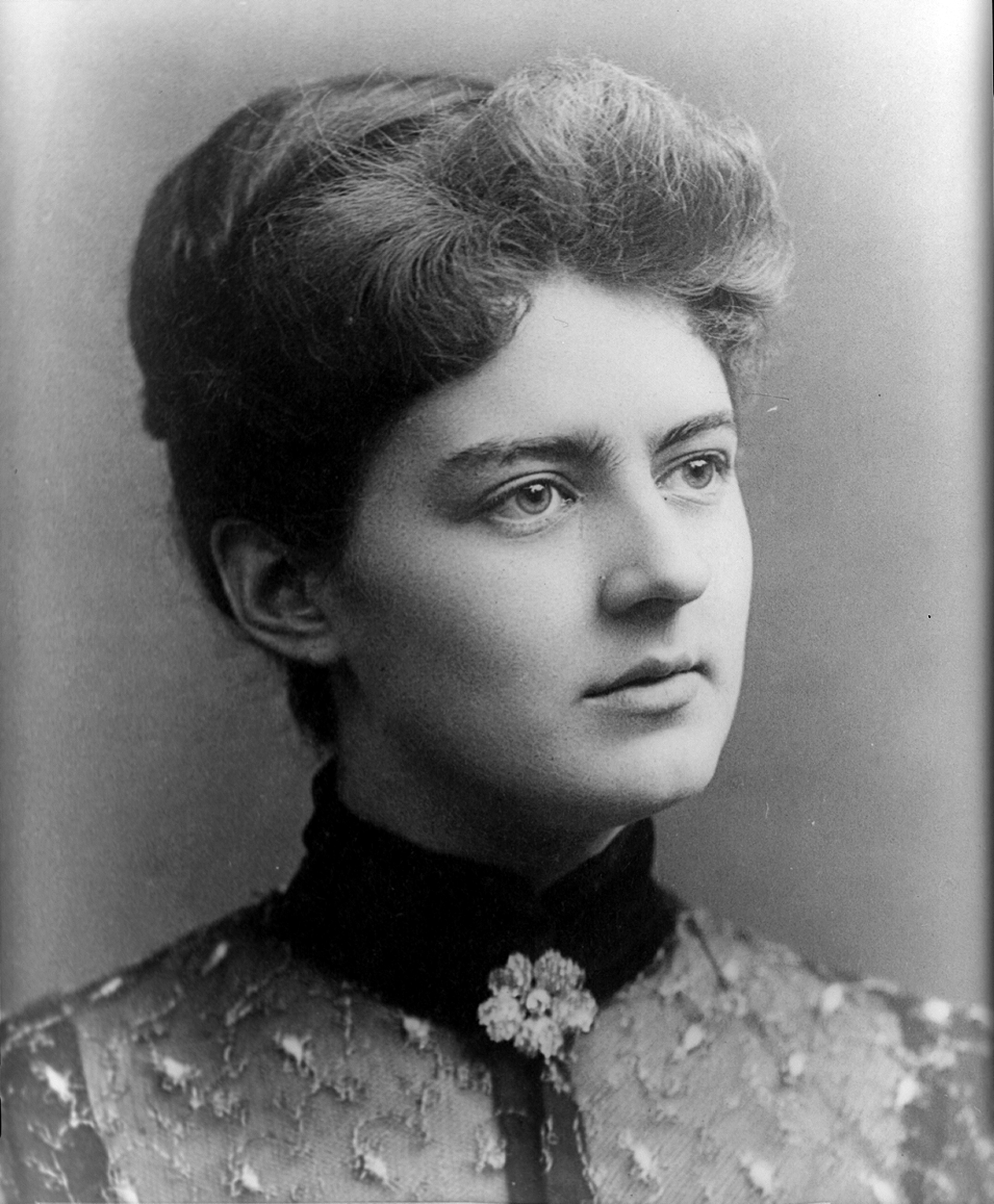
First lady Frances Cleveland (1864–1947)

### 1800–1899
- Frank W. Meacham (1850–1909), componist, arrangeur, leraar en boekwinkelier
- Herman Hollerith (1860–1929), uitvinder
- Mary J. Rathbun (1860–1943), zoöloge
- Frances Cleveland (1864–1947), vrouw van de Amerikaanse president Grover Cleveland
- William Donovan (1883-1959), advocaat, generaal, stichter OSS en CIA
- Ray Henderson (1896–1970), songwriter
- Sidney Janis (1896–1989), kunstverzamelaar, kunsthandelaar en galeriehouder

### 1900–1919

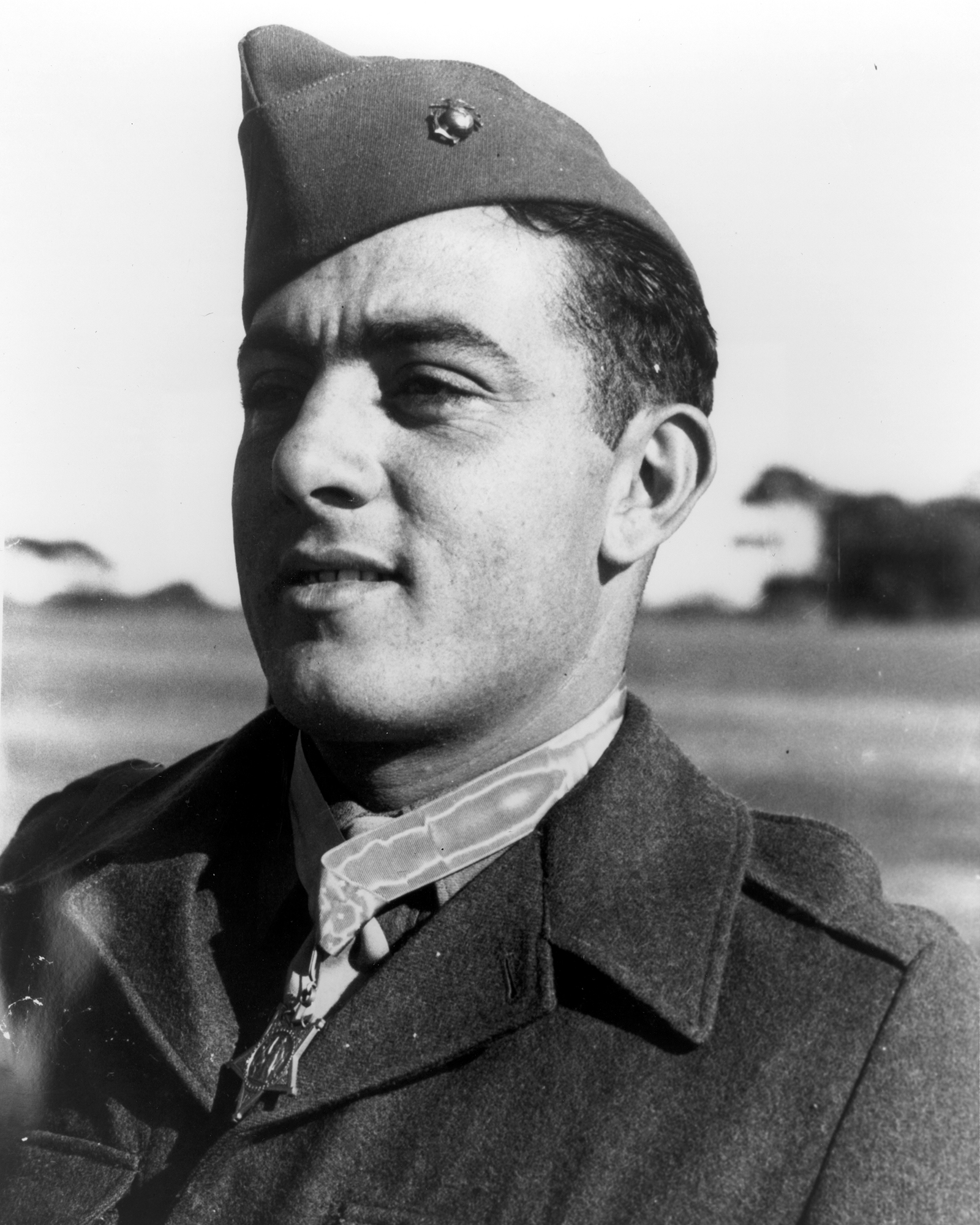
Militair John Basilone (1916-1945)

- Paul Horgan (1903–1995), schrijver
- Henry Russell (1904-1986), atleet
- Harold Arlen (1905–1986), musicus, songwriter en musicalproducent
- Gordon Bunshaft (1909–1990), architect
- Ad Reinhardt (1913–1967), kunstschilder en theoreticus/schrijver
- John Basilone (1916–1945), militair
- Wilson Greatbatch (1919–2011), ingenieur

### 1920–1929
- Willis Conover (1920–1996), jazz-programmamaker
- Joe Conley (1928–2013), acteur
- Nancy Marchand (1928–2000), actrice
- Mel Lewis (1929–1990), jazzdrummer

### 1930–1939
- Sorrell Booke (1930–1994), acteur

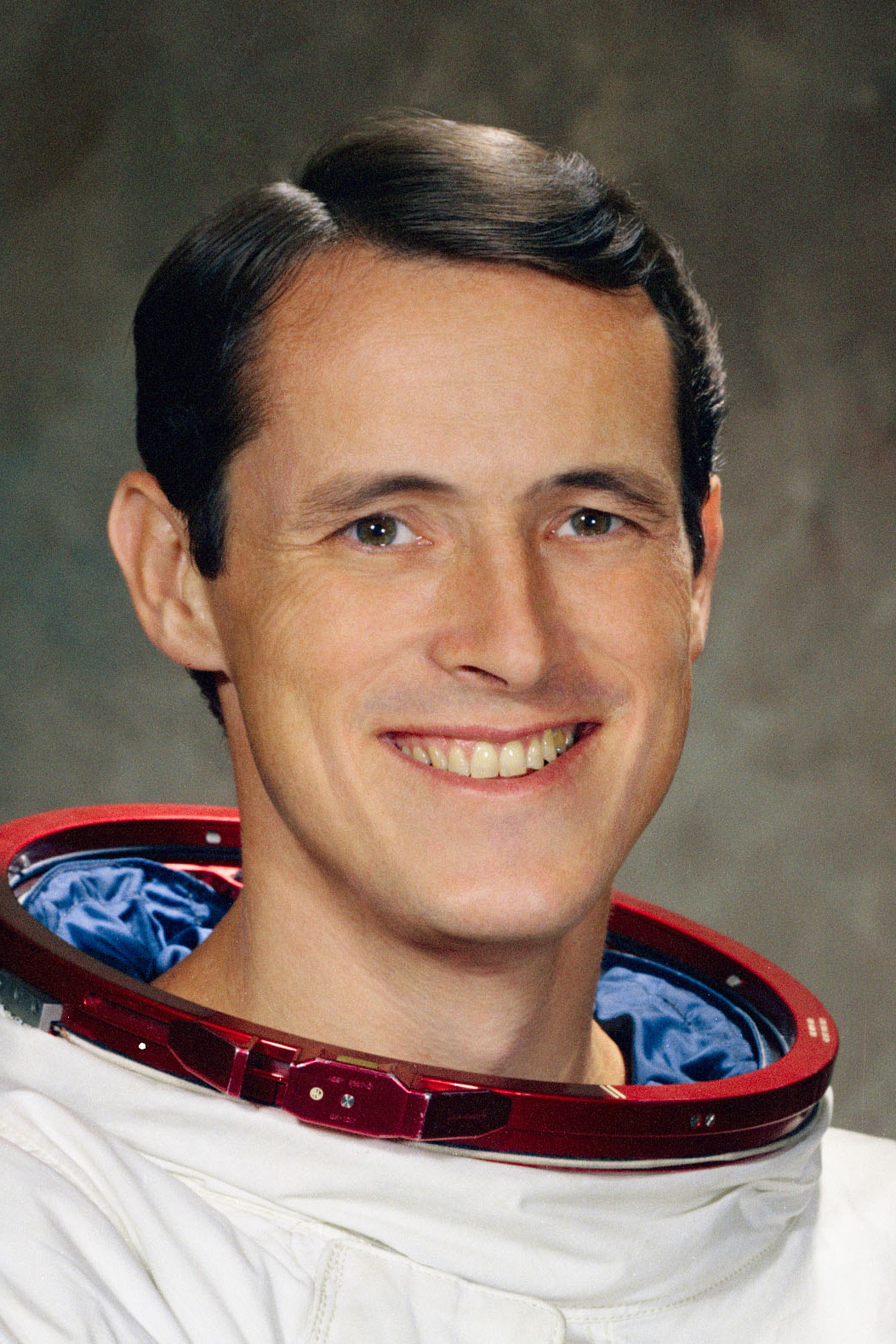
Astronaut Edward Gibson (1936)

- Jim Hall (1930–2013), jazzgitarist, componist en arrangeur
- Sam Noto (1930), jazztrompettist
- Edward Gibson (1936), astronaut
- David Shire (1937), filmcomponist
- Paul Siebel (1937-2022), country- en folkgitarist en singer-songwriter
- Neil Abercrombie (1938), politicus
- Stephen Cook (1939), theoretisch informaticus
- Greg Mullavy (1939), film- en televisieacteur

### 1940–1949

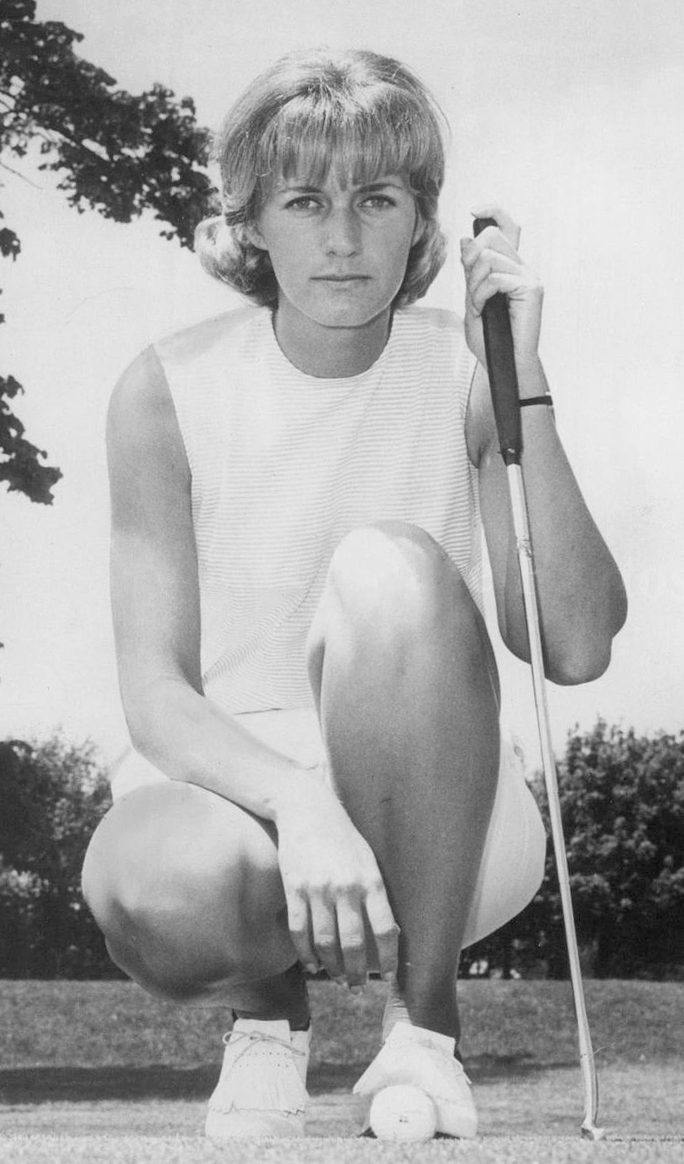
Golfspeelster Carol Mann (1941–2018)

- Charles Kowal (1940–2011), astronoom
- Carol Mann (1941–2018), golfspeelster
- Joanie Sommers (1941), popzangeres en actrice
- Vic Dana (1942), tapdanser, popzanger en filmacteur
- Grover Washington jr. (1943–1999), jazz-funk / soul-saxofonist
- Joe Grifasi (1944), acteur
- Susan Rothenberg (1945-2020), schilderes, grafisch kunstenares
- Jeffrey Jones (1946), acteur
- Jeffrey DeMunn (1947), acteur
- Stuart Hameroff (1947), anesthesioloog
- Tom Mardirosian (1947), acteur
- Rick James (1948-2004), (pseudoniem van James Johnson jr.) funk artiest, zanger, musicus, liedschrijver en platenproducent.
- Nancy Kress (1948), sciencefictionschrijfster
- Lizbeth Mackay (1949), actrice

### 1950–1959

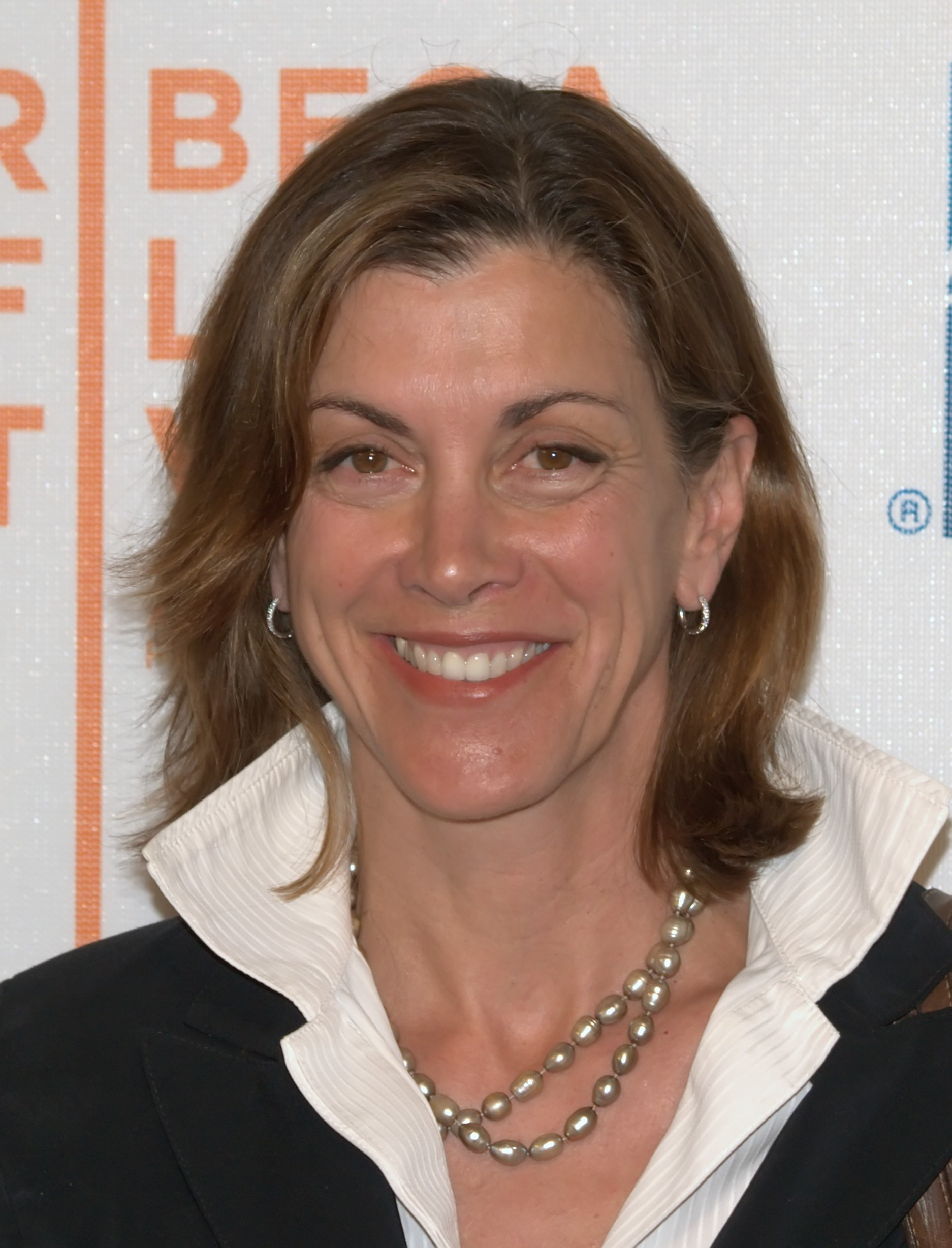
Actrice Wendie Malick (1950)

- Ronnie Foster (1950), funk- en souljazz-organist, -pianist en keyboard-speler, alsook platenproducer
- Wendie Malick (1950), actrice
- Tim Russert (1950–2008), journalist, publicist en advocaat
- William Sadler (1950), acteur
- Tom Fontana (1951), filmproducent en schrijver
- Gurf Morlix (1951), multi-instrumentalist, zanger en muziekproducer
- Clifford Stoll (1951), astronoom
- Christine Baranski (1952), actrice
- Beverly Johnson (1952), actrice, filmproducente en model
- Tim Powers (1952), sciencefiction- en fantasyschrijver
- James Read (1953), acteur
- Billy Sheehan (1953), bassist
- John Roberts (1955), zeventiende Opperrechter (Chief Justice) van het Amerikaanse Hooggerechtshof
- Kathy Hochul (1958), Democratisch politica; gouverneur van de staat New York
- Lex Luger (1958), worstelaar en Americanfootballspeler
- Louis Mustillo (1958), acteur
- Nick Bakay (1959), (stem)acteur en cabaretier
- Fredric Lehne (1959), acteur
- Josie DiVincenzo (1959), actrice

### 1960–1969

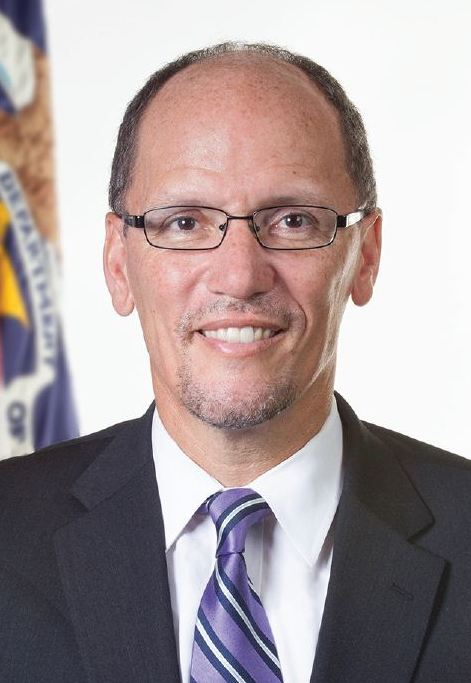
Jurist Tom Perez (1961)

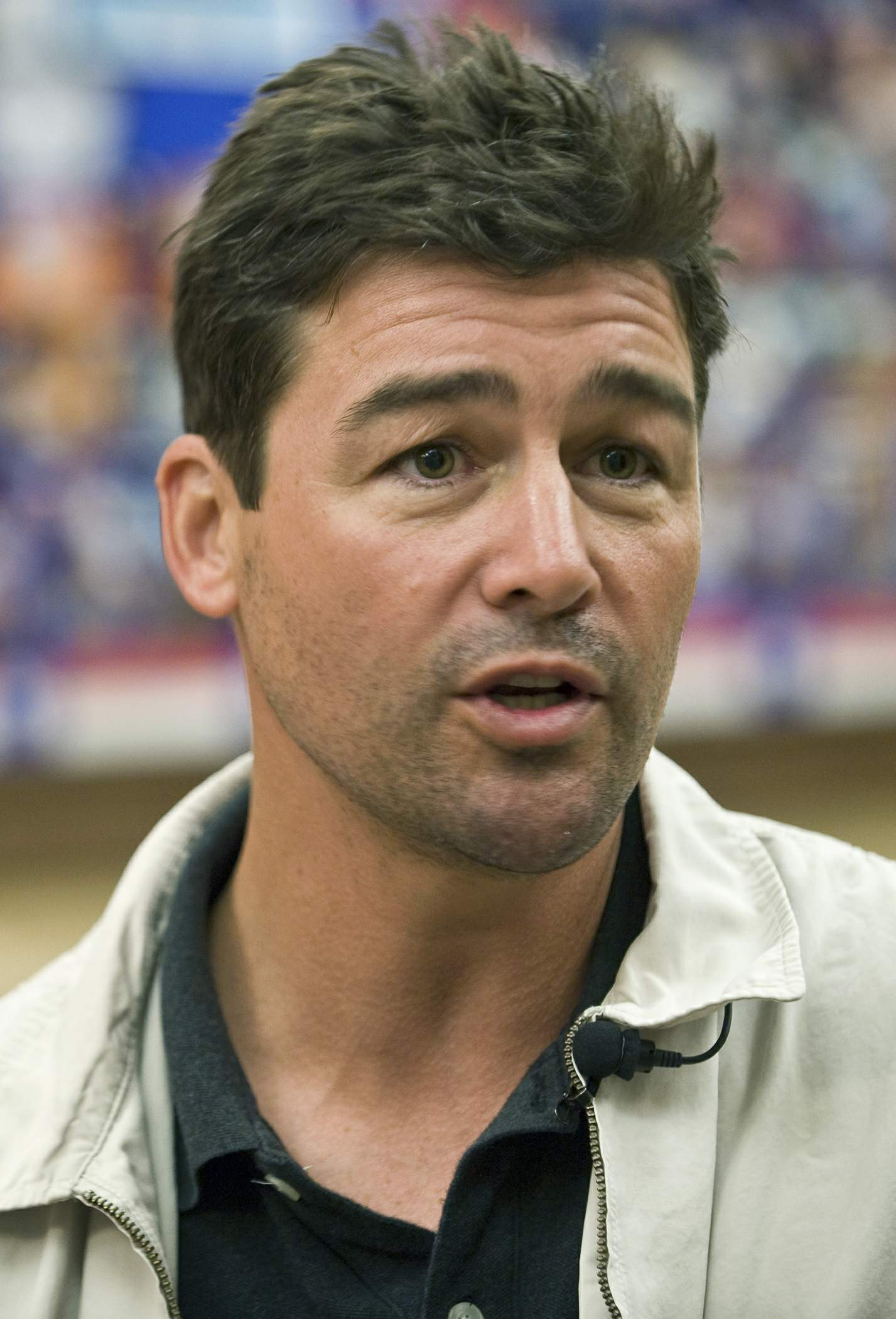
Acteur Kyle Chandler (1965)

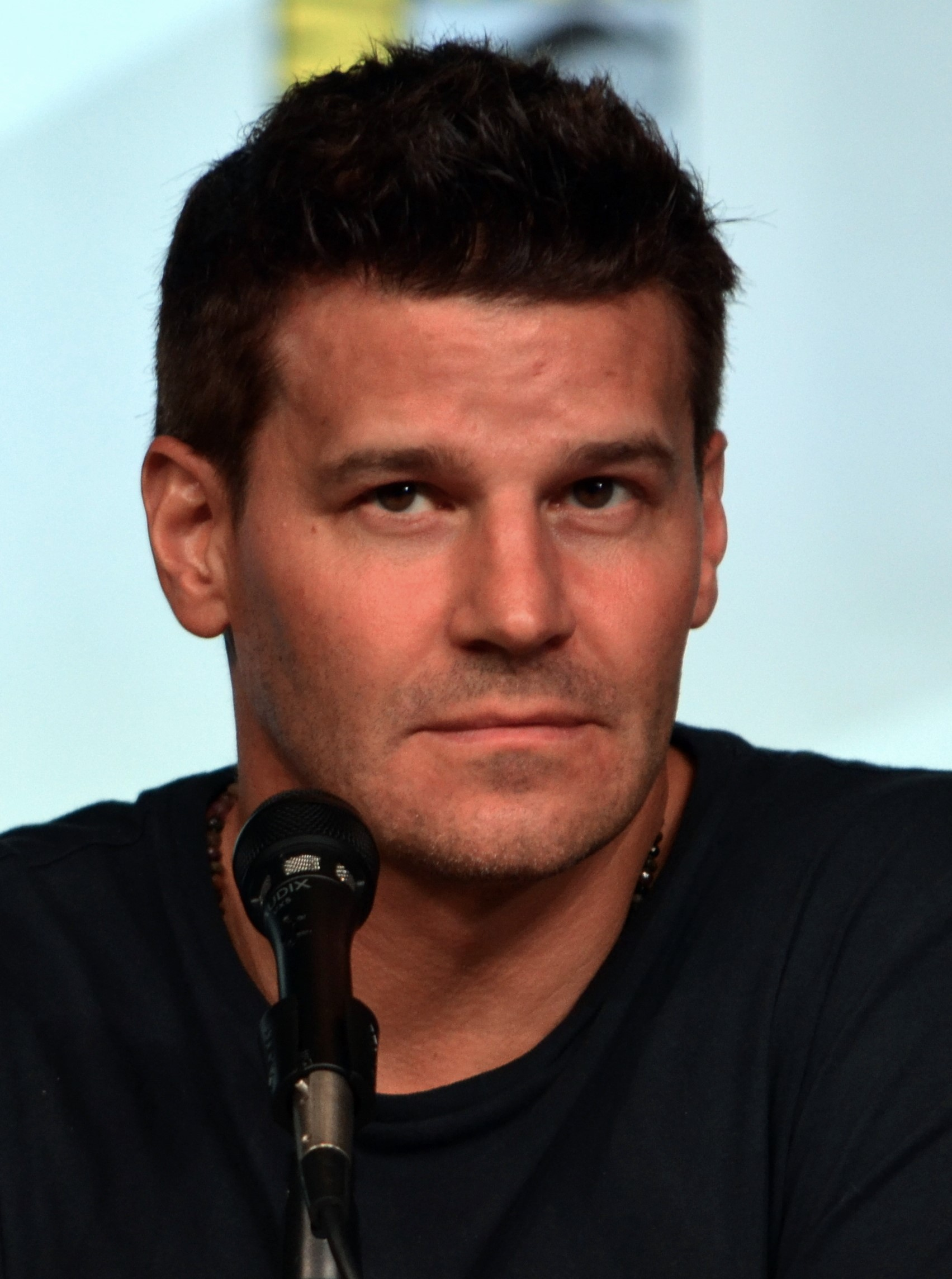
Acteur David Boreanaz (1969)

- Marc Mero (1960), amateurbokser en worstelaar
- James Pawelczyk (1960), astronaut
- Isabella Bannerman (1961), striptekenares
- Tom Perez (1961), jurist en politicus
- Vincent Gallo (1962), acteur, filmregisseur en musicus
- Kyle Chandler (1965), film- en televisieacteur
- John Rzeznik (1965), zanger en gitarist
- Kristen Pfaff (1967–1994), basgitariste
- David Boreanaz (1969), acteur
- Maria Cina (1969), actrice, filmproducente en advocate
- Brian McKnight (1969), pop- en R&B-zanger, tekstschrijver en platenproducent

### 1970–1979
- Ani Di Franco (1970), singer-songwriter, activiste
- Matt Nolan (1970), acteur
- Mikey Whipwreck (1973), professioneel worstelaar
- Steve Mesler (1978), bobsleeremmer

### 1980–1999
- Chad Michael Murray (1981), acteur
- Mark Gangloff (1982), zwemmer
- Teddy Geiger (1988), zangeres en songwriter
- Patrick Kane (1988), ijshockeyspeler
- Greg Oden (1988), basketballer
- Jessica Pegula (1994), tennisspeelster
- Dominika Hašková (1995), Tsjechisch zangeres